# 雄香寺
雄香寺（ゆうこうじ）は、長崎県平戸市にある臨済宗妙心寺派の寺院。山号は俊林山（しゅんりんさん）。

## 概要
1695年（元禄8年）、当時の平戸藩主松浦棟により的山大島の江月庵を移し現在地に建立された。開山は棟が師事していた禅僧の盤珪永啄。棟以降歴代平戸藩主の菩提寺となった。境内には歴代藩主の墓所の他、平戸出身の作詩家藤浦洸の墓もある。
開山堂は開山当初の建立であり、1987年（昭和62年）に長崎県指定有形文化財となっている。

## アクセス
- 西肥自動車（西肥バス）「平戸桟橋」停留所より徒歩5分。